# إنريكي كوستاس
إنريكي كوستاس (بالإسبانية: Quique Costas) هو لاعب كرة قدم ومدرب كرة قدم إسباني في مركز الدفاع، ولد في 16 يناير 1947 في فيغو في إسبانيا. شارك مع منتخب إسبانيا لكرة القدم ومنتخب كاتالونيا لكرة القدم. أما مع النوادي، فقد لعب مع سيلتا فيغو ونادي برشلونة.

## وصلات خارجية
- إنريكي كوستاس على موقع الاتحاد الأوربي (الإنجليزية)
- إنريكي كوستاس على موقع قاعدة بيانات كرة القدم.إي يو (الإنجليزية)
- إنريكي كوستاس على موقع ناشيونال فوتبول تيمز (الإنجليزية)